# Classe Bragadin
Pour les articles homonymes, voir Bragadin.
La classe Bragadin est une classe de deux sous-marins mouilleurs de mines construits  pour la Marine royale italienne (en italien : Regia Marina) au début des années 1930.
Les deux sous-marins ont participé à la Seconde Guerre mondiale et ont été mis au rebut en 1948.

## Histoire et caractéristiques
Les sous-marins de la classe Bragadin étaient des versions améliorées de la classe antérieure classe Pisani. Ils partageaient les problèmes de stabilité de cette classe et ont dû être modifiés pour corriger ces problèmes après la fin de leur construction. Ils déplaçaient 846 tonnes en surface et 997 tonnes en immersion. Les sous-marins, tels qu'ils ont été construits, mesuraient 71,5 mètres de long, 6,15 mètres de large et 4,8 mètres de tirant d'eau. En 1935, la poupe a été raccourcie et les bateaux ont été bombés pour améliorer leur stabilité. Ils mesurent désormais 68 mètres de long, 7,1 mètres de large et 4,3 mètres de tirant d'eau. Ils avaient une profondeur de plongée opérationnelle de 90 mètres (300 pieds). Leur équipage comptait 56 officiers et hommes.
Pour la navigation de surface, les sous-marins étaient propulsés par deux moteurs diesel de 1 440 chevaux (1 074 kW), chacun entraînant un arbre d'hélice. En immersion, chaque hélice était entraînée par un moteur électrique de 625 chevaux-vapeur (466 kW). Ils pouvaient atteindre 11,5 nœuds (21,3 km/h) en surface et 7 nœuds (13 km/h) sous l'eau. En surface, la classe Bragadin avait une autonomie de 4 180 milles nautiques (7 740 km) à 6,5 noeuds (12 km/h), en immersion, elle avait une autonomie de 86 milles nautiques (159 km) à 2,2 noeuds (4,1 km/h).
Les sous-marins étaient armés de quatre tubes lance-torpilles internes de 53,3 centimètres (21,0 pouces) à l'avant pour lesquels ils transportaient six torpilles. Ils étaient également armés d'un canon de pont 102/35 Model 1914 pour le combat en surface. Leur armement anti-aérien consistait en deux mitrailleuses Breda Model 1931 de 13,2 mm. À l'arrière se trouvaient deux tubes qui pouvaient accueillir au total 16 ou 24 mines navales, selon le type.

## Unités
| Regia Marina - Classe Bragadin | Regia Marina - Classe Bragadin           | Regia Marina - Classe Bragadin | Regia Marina - Classe Bragadin | Regia Marina - Classe Bragadin | Regia Marina - Classe Bragadin                    |
| Sous-marin                     | Chantier                                 | Début de construction          | Lancement                      | Entrée en service              | Destination finale                                |
| ------------------------------ | ---------------------------------------- | ------------------------------ | ------------------------------ | ------------------------------ | ------------------------------------------------- |
| Marcantonio Bragadin           | Cantieri navali Tosi di Taranto, Tarente | 3 février 1927                 | 21 juillet 1929                | 16 novembre 1931               | Rayé de la Liste de la marine le 1er février 1948 |
| Filippo Corridoni              | Cantieri navali Tosi di Taranto, Tarente | 4 juillet 1927                 | 30 mars 1930                   | 17 novembre 1931               | Rayé de la Liste de la marine le 1er février 1948 |

### Marcantonio Bragadin
En 1935, il a été impliqué dans une collision avec le sous-marin Tito Speri.
Pendant la Seconde Guerre mondiale, il n'a effectué qu'une seule mission de mouillage de mines, suivie de 11 missions de transport et de 65 missions d'entraînement.
Il s'est rendu aux Alliés lors de l'armistice du 8 septembre et a opéré pour eux lors d'exercices anti-sous-marins jusqu'à ce qu'il soit arrêté par une panne. Désarmé, il a été mis au rebut après la guerre.

### Filippo Corridoni
Pendant la Seconde Guerre mondiale, il a mené 23 offensives, 15 transports et 7 opérations de transfert.
Lors de l'armistice, il se rendit aux Alliés et fut utilisé pour approvisionner la garnison de Leros lors de la défense de cette île.
Il a été mis hors service et abandonné après la guerre.

## Source de la traduction
- (it) Cet article est partiellement ou en totalité issu de l’article de Wikipédia en italien intitulé « Classe Bragadin » (voir la liste des auteurs).